# Urachiche
Urachiche ist ein Dorf im venezolanischen Bundesstaat Yaracuy. Im Jahr 2001 hatte es 18.210 Einwohner. Es ist der Verwaltungssitz des gleichnamigen Bezirks von Urachiche.

## Geschichte
Das Dorf wurde im Jahr 1610 in einem Ort gegründet, wo Caquetío-Indianer lebten.
Während des Föderalen Krieges fanden in dieser Region mehrere Schlachten statt. Die Regierungstruppen unter Leitung von Nicolás Torrellas besetzten im Jahr 1862 das Dorf. Er besiegte im März die Truppen des Föderalisten Antonio Mendoza. Im November desselben Jahres gab es eine andere Schlacht zwischen den Föderalisten unter Leitung von José Desiderio Trías und den Regierungstruppen unter Martiliano Romero, Adolfo Olivo, der Chingo und Torrellas.

## Weblinks

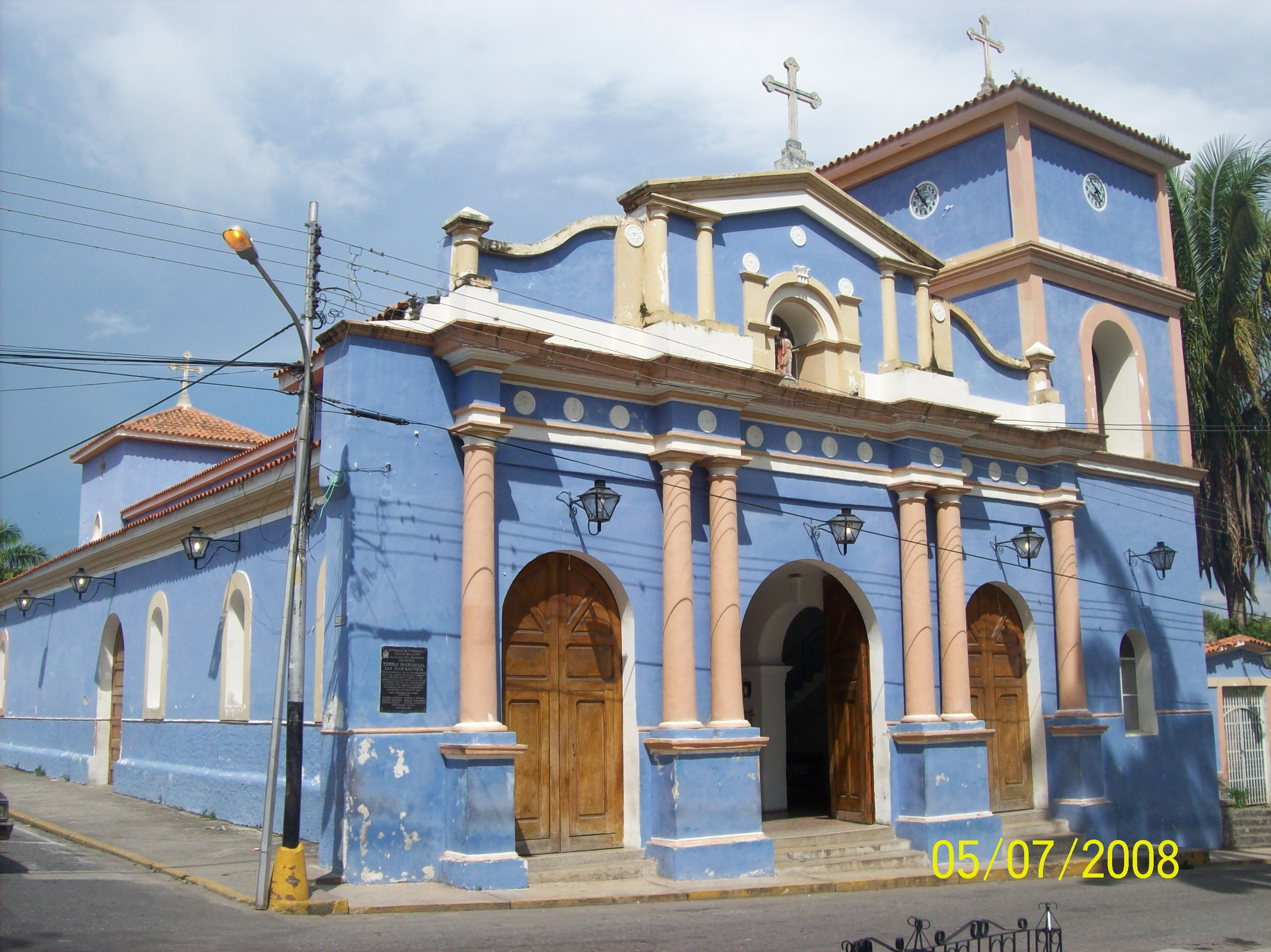
Kirche San Juan Bautista in Urachiche